# كارلوس ألبرتو غارسيا غونزاليس
كارلوس ألبرتو غارسيا غونزاليس (بالإسبانية: Carlos Alberto García González)‏ هو سياسي مكسيكي، ولد في 8 يوليو 1971 في ماتاموروس في المكسيك. حزبياً، نشط في حزب العمل الوطني. وقد انتخب عضو مجلس النواب المكسيك.